# Стівен Редгрейв
Стівен Редгрейв  (англ. Steven Redgrave, 23 березня 1962) — британський веслувальник, п'ятиразовий олімпійський чемпіон.

## Виступи на Олімпіадах
| Олімпіада         | Дисципліна                        | Місце |
| ----------------- | --------------------------------- | ----- |
| Лос-Анджелес 1984 | четвірка розстібна зі стерновим   | 1     |
| Сеул 1988         | двійка розстібна без стернового   | 1     |
| Сеул 1988         | двійка розстібна зі стерновим     | 3     |
| Барселона 1992    | двійка розстібна без стернового   | 1     |
| Атланта 1996      | двійка розстібна без стернового   | 1     |
| Сідней 2000       | четвірка розстібна без стернового | 1     |